# Quetutus viridipes
Quetutus viridipes – gatunek błonkówki z rodziny Pergidae, jedyny przedstawiciel rodzaju Quetutus.

## Taksonomia
Gatunek ten został opisany w 1899 roku przez Friedricha Konowa pod nazwą Acorduleceros viridipes. Jako miejsce typowe podano Callanga w peruwiańskim stanie Cuzco. Syntypem była samica. W 1990 roku David Smith przeniósł ten gatunek do odrębnego rodzaju Quetutus. 

## Zasięg występowania
Ameryka Południowa, notowany w Peru.